# شيفاسيا ماتسوباراي
"زيفاسيا ماتسوباراي"، والمعروفة باسم "سمكة الثعبان اليابانية"، هي نوع من أنواع أسماك البليني المسننة وتوجد في المحيط الهادي الغربي والمحيط الهندي، وتمتد أيضًا إلى المحيط الأطلسي في خليج فولس باي بجنوب أفريقيا. يمكن العثور على هذا النوع في عمق يتراوح بين سطح الماء وعمق يصل إلى 4,960 متر (16,270 قدم). تصل هذه السمكة إلى طول يبلغ 30 سم (12 إنش). وتتغذى هذه السمكة بشكل أساسي على أسماك عظمية، وتتصاعد إلى السطح للتغذية في الليل. كما يمكن العثور على هذا النوع أيضًا في تجارة الأحواض الزجاجية.

## الوصف
سمكة "زيفاسيا ماتسوباراي" لها جسم مستطيل الشكل يشبه النغمس، ولها زعنفة ظهرية تغطي طول الجسم بالكامل. تتميز بخطوط بنية رمادية تغطي طول جسمها ابتداءً من الرأس. الرأس صغير ومستدير في الجزء الأمامي، والعيون صغيرة قليلاً وموجودة بالقرب من الجوانب الجانبية للرأس. لا تحمل أي حروف على جلدها. تمتلك سمكة "زيفاسيا ماتسوباراي" صفًا واحدًا من الأسنان القاطعة وأنيابًا كبيرة. تكون الأنياب السفلية أطول بكثير من الأنياب في الفك العلوي. تميزت هذه السمكة بواسطة الخصائص المورفولوجية المميزة وتحليل التسلسل الذي ساعد في تحديد هويتها. قام سميث-فانزي وشين بمقارنات مهمة بين سمكة "زيفاسيا ماتسوباراي" وسمكة "زيفاسيا سيتيفير"، بما في ذلك طول الزعنفة واللون، وهذا دعم الاكتشاف الأولي لسمكة الثعبان هذه.